# Chi Park

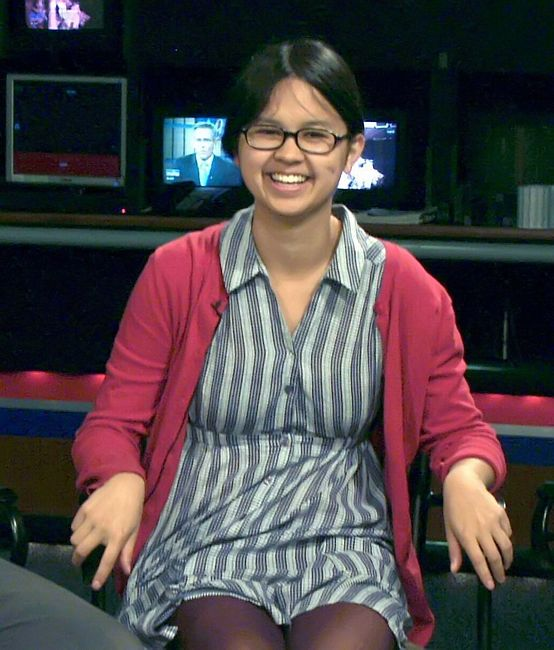
Chi Park es interpretada por Charlyne Yi.

La Dra. Chi Park es un personaje ficticio de la serie House M. D. interpretado por Charlyne Yi, siendo incorporada al equipo de House durante la octava temporada. 
Su primera aparición en la serie fue en el episodio titulado Transplant, siendo la única doctora en el equipo de Gregory House en ese entonces. Éste, a pesar de que se mostró un poco incómodo al principio, no pudo hacer más nada que aceptar la decisión de Foreman de que ella fuera parte del equipo.
Antes de trabajar con House, estaba asignada a la unidad de neurología, pero quedó desempleada debido a un incidente con otro médico, al que acabó golpeando. Después, Eric Foreman la asigna a trabajar con Gregory House cuando éste vuelve al hospital.
A diferencia de cualquier otro doctor que haya pertenecido al equipo de House, Chi Park es la única que no está certificada por el comité.

## Personalidad
La Dra. Park es amante de la lectura, formal y sin sentido del humor. Incluso parece no entender las metáforas utilizadas por House.
Durante su primer caso tiene un buen desempeño, demostrando que cuenta con una gran inteligencia, incluso llegando a impresionar a House.
Al principio le resulta bastante difícil ser social, ya que es algo tímida. Cuando conoce a Adams le cuesta entablar una relación con ella a causa de sus diferencias y su forma de ser, pero acaban llevándose bien.
Le importa mucho lo que los demás piensen de su imagen, por lo que intenta cuidar su aspecto. Sin embargo, a menudo tiene problemas para darse cuenta de las cosas que hace, como cuando golpeó a un médico.

## Biografía
Chi Park es hija de Kwansi Park y una mujer de origen filipino cuyo nombre es desconocido. 
En relación con sus estudios, se sabe que fue una alumna sobresaliente, manteniéndose entre los mejores de su clase. Es posible que Park se haya especializado en el área de neurología.
Cuando ingresa a trabajar al hospital, es asignada a neurología, pero debido a un incidente con otro médico, al que acaba golpeando, es despedida. Al volver House al hospital, Foreman le ordena trabajar con él, siendo en ese momento la única doctora en el equipo.
Durante su primer caso demostró poseer gran inteligencia y entregar buenas ideas, lo que causó una reacción favorable por parte de House.
- Datos: Q2081706